# Línea L29 (Montevideo)

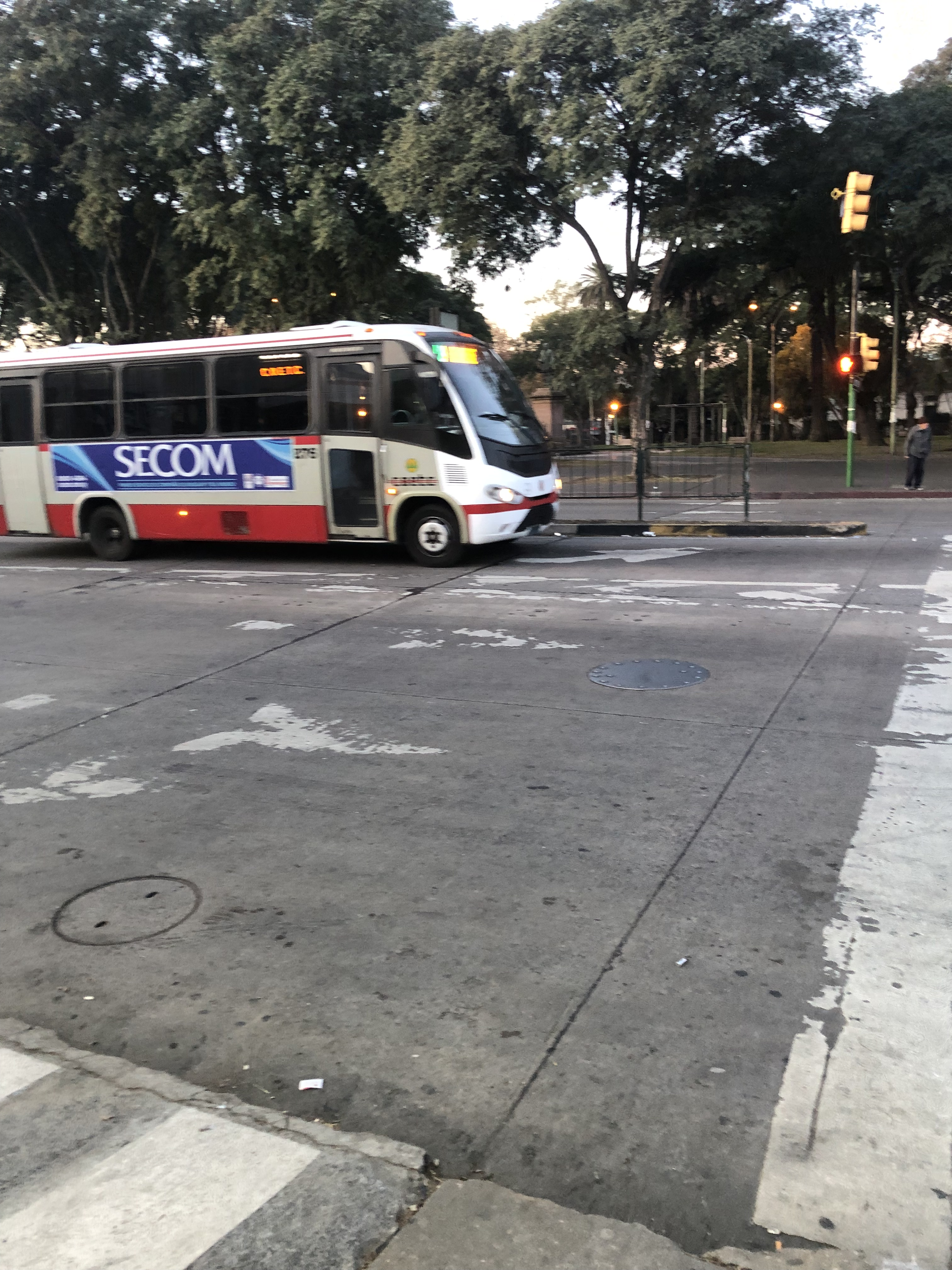
Línea L29 circulando por el Corredor Garzón

La línea L29 es una línea local de Montevideo, une los barrios Belvedere y Colón.  Es considerada una de las líneas locales más largas, debido a lo amplio de su recorrido.

## Creación
Fue creada en el año 2009 a modo de sustitución de la línea 411, la cual dejó de funcionar ese mismo año debido a reestructuras de líneas que implementó la Departamento de Movilidad de Montevideo con motivo de la implementación del Sistema de Transporte Metropolitano. 
Para cubrir el recorrido de la línea 411, el cual iba desde Paso Molino hacia el Templo Inglés se reforzó la cantidad de coches en la línea 409.

## Recorridos
| Ida Hacia La Carbonera - Belvedere - Avenida Agraciada - Camino Castro - Avenida Millán - Carlos Casaravilla - Dr. Alberto Zubiria - Bulevar José Batlle y Ordóñez - Avenida de las Instrucciones - Camino Máximo Santos - Avenida Sayago - Camino Edison - Camino Cnel. Raíz - Aparicio Saravia - Enrique George - Camino Fortet - Camino Durán - Juan Mac Coll - Hudson - Avenida Eugenio Garzón - Camino Colman - Andén 6 (Terminal Colón) - Camino Colman - Avenida Eugenio Garzón - Avenida César Mayo Gutiérrez - Camino Hilario Cabrera - La Carbonera Hacia Complejo América - Ruta anterior - Andén 6 (Terminal Colón) - Camino Colman - Corredor Garzón - Calderón de la Barca - Camino Durán - Yegros - Andrés - Juan Bonmesadri Complejo América | Vuelta Desde La Carbonera - Camino Hilario Cabrera - Avenida Cesar Mayo Gutiérrez - Avenida Eugenio Garzón - Camino Carmelo Colman - Andén 4 (Terminal Colón) - Camino Carmelo Colman - Corredor Garzón - Plaza Vidiella - Albérico Passadore - Hudson - Juan Mac Coll - Camino Durán - Camino Fortet - Enrique George - Aparicio Saravia - Camino Coronel Raíz - Camino Edison - Avenida Sayago - Camino Máximo Santos - Avenida de las Instrucciones - Haig - Víctor Hugo - Bulevar José Batlle y Ordóñez - Dr. Alberto Zubiria - Avenida Millán - Camino Castro - Avenida Agraciada - San Quintín - Juan B Pandiani Continua sin Espera Desde Complejo América - Juan Bonmesadri - Camino Durán - Calderón de la Barca - Corredor Garzón - Camino Colman - Andén 6 (Terminal Colón) - Camino Colman - Corredor Garzón Sigue a su ruta habitual.. - Terminal Paso Molino |

## Barrios
El L29 pasa por los barrios: Paso Molino, Prado, Paso de las Duranas, Lavalleja, Peñarol, Pueblo Ferrocarril, Colón, Colón Norte, Abayubá y La Carbonera.

## Destinos Intermedios
IDA
- Terminal Colón

VUELTA
- Paso Molino